# A. Aimo
Aimo Vilho Johan Andersson, född 16 april 1911 i Mäntsälä, död 16 december 1963 i Kervo, var en finländsk sångare.  Andersson är mest känd under artistnamnet A. Aimo.

## Biografi
Anderssons musikaliska bana började 1931 som dragspelare i orkestern Amarillo, huvudstadens mest populära dansorkester efter Dallapé. Orkestern bestod av dirigenten och dragspelaren Väinö Andersson, dragspelaren Ernst Andersson, sousafonisten Torsten Andersson, saxofonisten Paavo Pohjola, trumpetaren Eino Tuominen, trummisen Heikki Puttonen, violinisterna Teijo Joutsela och Toivonen samt banjoisten Halminen. Väinö, Ernst och Torsten Andersson var bröder, men inte släkt med Aimo Andersson. Amarillo uppträdde huvudsakligen vid Helsingfors Folkets hus på Broholmen. Andersson och Amarillo skivdebuterade 1932 och året därpå anslöt sig gitarristen, sedermera sångaren, Kauko Käyhkö till orkestern. Amarillo blev snabbt populär, trots att orkestern till skillnad från Dallapé bestod av amatörmusiker. Solister var Aimo Andersson och Eugen Malmstén.
Efter Ville Alankos död 1931 saknade Dallapé i princip solist, då Veli Lehto inte deltog under konserter och Matti Jurva ofta fick rycka in som dragspelare, varför Martti Jäppilä 1932 lät locka Andersson till Dallapé. Orkestern bestod då av 13 eller 14 musiker och gjorde sin första sommarturné strax efter att Andersson anslutit. Andersson ingick också i den ensemble som på skivetiketterna gick under namnen Dallapé-trio eller Dallapé-kvartetti; i denna bestod emellanåt av Andersson, Pauli Impivaara, Matti Jurva, Jorma Leino, Eino Katajavuori och Mauno Jokinen. Till en början gjorde sig Andersson känd som humppasångare, men började successivt framföra vals och foxtrot.
1938 återgick han till sitt yrke som billackerare, men fortsatte göra  inspelningar med Dallapé. 1939 skrev Andersson kontrakt med skivföretaget Sointu och inledde därmed samarbete med Sointu-orkesteri, där han var solist 1940-1950. Under 1950-talet gjorde han mycket få skivinspelningar, men återkom med Dallapé 1960 och gjorde skivinspelningar med orkestern fram till sin död. Andersson avled av en hjärtinfarkt den 16 december 1963 och begravdes på Furumo begravningsplats i Helsingfors. Sammanlagt gjorde Andersson 298 skivinspelningar med Amarillo och Dallapé.